# Schnellmannshausen
Schnellmannshausen is een dorp in de Duitse gemeente Treffurt in het Wartburgkreis in Thüringen. Het dorp wordt voor het eerst genoemd in  een oorkonde uit 876. In 1993 ging de tot dan zelfstandige gemeente op in de gemeente Treffurt. 
Falken · Großburschla · Hattengehau · Ifta · Schnellmannshausen · Schrapfendorf · Treffurt · Volteroda · Wolfmannsgehau